# 日鉄エレックス
株式会社日鉄エレックス（にってつエレックス、英文社名 Nittetsu Elex Co., Ltd.）は、かつて存在した新日鐵住金グループの建設業者である。
この記事は、2013年10月に太平工業へ吸収合併される直前のものである。

## 概要
大手鉄鋼メーカーの新日鐵住金（旧：新日本製鐵）が出資する企業である。電気設備・計装設備・情報通信設備の設計・施工・整備、コンピュータシステムの設計・制作・保守、設備診断機器の設計・製造・販売などを行う。事業は新日鉄の電気工事の請負が中心。
本社は東京都中央区新川1丁目にある。支店は、北海道室蘭市・千葉県君津市・愛知県東海市・大阪府堺市・兵庫県姫路市・山口県光市・福岡県北九州市（八幡東区・戸畑区）・大分県大分市の新日鉄製鉄所の所在地9か所と、東京都（本社所在地）・北海道札幌市・広島県広島市の3都市に設置されている。

## 沿革
- 1956年（昭和31年）10月8日 - 八幡電設工業株式会社発足。
- 1970年（昭和45年）7月 - 日鐵電設工業株式会社に社名変更。
- 1992年（平成4年）4月 - 株式会社日鉄エレックスに社名変更。
- 2013年（平成25年）10月1日 - 太平工業と経営統合し日鉄住金テックスエンジ株式会社（現日鉄テックスエンジ株式会社）を発足。

## 関連会社
- 株式会社ニークシステムテクノロジー - 日鉄エレックスが全額出資する、情報システム会社。